# Szkolnictwo
Szkolnictwo – całokształt zagadnień związanych z nauczaniem i organizacją szkół w danym państwie.

## Historia
W starożytności szkolnictwo publiczne istniało w Grecji od czasów Solona, u żydów, o specjalnym charakterze religijnym, i w Rzymie.
W średniowieczu szkolnictwo koncentruje się w zakonach i klasztorach, które są wyłącznymi ogniskami oświaty. Rozwój miast wprowadza począwszy od XII w. miejskie szkolnictwo świeckie.
Odrodzenie i reformacja dały silny impuls do tworzenia się szkolnictwa, szczególnie wyższego (uniwersytety, akademie). Dopiero jednak od końca XVIII i w ciągu XIX w. zaczęły się w państwach europejskich ustalać systemy szkolnictwa różnego typu i rodzaju. Państwo brało na siebie coraz wyraźniej i wyłączniej rolę kierowniczą i nadzorującą w dziedzinie oświaty publicznej i szkolnictwa. Szkoła publiczna stawała się państwową, a pozwalając na tworzenie szkół prywatnych, państwo pozostawiało sobie nad nimi prawo mniej lub więcej ścisłego dozoru. Z demokratyzacją politycznych i społecznych ustrojów zwrócona została uwaga na szkolnictwo początkowe, czyli elementarne, a dla rozszerzenia oświaty uznano, iż obowiązkiem państwa jest zaprowadzenie powszechnego i bezpłatnego nauczania początkowego.

### Szkolnictwo na ziemiach polskich
W dawnej Polsce szkolnictwo przechodziło różne koleje, mniej więcej zgodne z historią oświaty na zachodzie Europy.
Począwszy od XIV w. (Uniwersytet Jagielloński (studium generale) został założony w 1364 roku) powstawały szkoły wyższe, oświata jednak nie była powszechną i pozostawała przez długie czasy przywilejem stanu duchownego i wyższych klas społeczeństwa świeckiego. Od XVI aż do XVIII wieku szlachta uczyła się w kolegiach jezuickich. Reforma Stanisława Konarskiego i szkoły pijarskie odświeżyły nieco jezuicki system pedagogiczny. Ale szkolnictwo nowożytnego typu datuje się w Polsce dopiero od słynnej Komisji Edukacyjnej.
Po upadku Rzeczypospolitej państwa zaborcze rugowały stopniowo szkolnictwo polskie i zaprowadzały swój własny, wrogi polskości system edukacyjny. Jedynie w Galicji istniały państwowe szkoły polskie. W Królestwie Polskim tylko średnie szkoły prywatne mogły być polskie. W zaborze pruskim rząd zabraniał prywatnego szkolnictwa polskiego.
Przed wybuchem I wojny światowej ogólna liczba szkół na ziemiach polskich przedstawiała się jak następuje. W r. 1911 szkół początkowych w Królestwie Polskim było 5091, na Litwie i Rusi – 15 440; w Galicji – 5661; w zaborze pruskim – 13 501. Szkół średnich w Królestwie Polskim było 92; na Litwie i Rusi – 184; w Galicji – 130; w zaborze pruskim – 422. Szkół zawodowych (początkowych i średnich): w Królestwie Polskim – 16 rządowych, 11 prywatnych; na Litwie i Rusi – 120; w Galicji 153 rządowych, 216 prywatnych; w zaborze pruskim – 2792. Szkół wyższych (uniwersytetów, akademii, politechnik); w Królestwie Polskim – 5; na Litwie i Rusi – 2; w Galicji – 9; w zaborze pruskim – 2 (politechnika w Gdańsku i akademia w Poznaniu).
W odrodzonej Polsce ministerstwo oświaty, jako najwyższy urząd oświecenia publicznego, zabrało się do uporządkowania zaniedbanego szkolnictwa polskiego, a przede wszystkim do organizacji i unifikacji władz szkolnych. Sejm uchwalił zasadę obowiązkowego powszechnego i bezpłatnego nauczania przez państwo. Ustawa sejmowa z 4 czerwca 1920 r. o tymczasowym urządzeniu władz szkolnych, wprowadziła zasadę niezależności władz szkolnych od politycznych władz administracyjnych; ustaliła najwyższy zarząd ministerstwa oświaty i oparła ustrój szkolnictwa na okręgach szkolnych, ze stojącymi na ich czele kuratorami i zatrzymała z pewnymi modyfikacjami istniejące dotąd rady szkolne powiatowe i miejscowe. Unifikacja szkolnictwa przeprowadzona została w trzech dzielnicach w ciągu roku 1921. Ustawa z 13 lipca 1920 r. poddała szkoły wyższe (których było 10, w tym 5 uniwersytetów: w Warszawie, w Krakowie, w Poznaniu, Lwowie i Wilnie) bezpośredniej władzy ministerstwa oświaty i zapewniła im skromny zakres wewnętrznego samorządu.